# Mere
El merey, mere, meri, mofu de méri és una llengua txadiana del grup biu-mandara, parlada a la regió de l'Extrem Nord (Camerun), al departament de Diamaré, a l'oest de la ciutat de Meri, prop del massís de Meri. El 1982 hi havia uns 10.000 parlants. El dugur n'és un dialecte.
| a  | b   | ɓ | d  | dz  | ɗ | e | ə  | f | g | gw | h  | hw | i  | ɨ | k | kw | l | m | mb | n |
| nd | ndz | ŋ | ŋg | ŋgw | o | œ | p. | r | s | t  | sl | t  | ts | u | v | w  | i | z | zl | ' |